# Merab Sharikadze

a Compétitions nationales et continentales officielles uniquement.

b Matchs officiels uniquement.
Dernière mise à jour le 18 mars 2025.
Merab Sharikadze (en géorgien : მერაბ შარიქაძე et phonétiquement en français : Merab Charikadzé), né le 17 mai 1993 à Moscou (Russie), est un joueur international géorgien de rugby à XV évoluant au poste de centre. Il mesure 1,85 m pour 100 kg.

## Carrière

### En club
Merab Sharikadze commence la pratique du rugby à XV à l'âge de 13 ans avec l'Academy Tbilissi, un club qui évolue dans le championnat national géorgien. En 2011, alors qu'il est âgé de 17 ans, il rejoint l'équipe anglaise d'Hartpury College RFC pour deux années afin de parfaire sa formation. 
Il rejoint ensuite la France en septembre 2013, et s'engage avec le club de Bourg-en-Bresse alors promu en Pro D2. 
Après une saison passée avec le club bressan, qui est relégué en Fédérale 1, il reste en Pro D2 et signe avec le Stade aurillacois. En 2017, après trois bonnes saisons au niveau des performances et du temps de jeu, il prolonge son contrat pour trois saisons supplémentaires.
En juin 2020, après une saison blanche à cause d'une blessure au genou, il n'est pas conservé par Aurillac et quitte le club,.
Lors de la saison 2020-2021, il reste sans club et se concentre sur les matchs internationaux. Logiquement en 2021, il intègre la franchise géorgienne du Black Lion qui évolue en Rugby Europe Super Cup. Cependant, il ne rejoint pas un club de Didi 10.

### En équipe nationale
Merab Sharikadze obtient sa première cape internationale avec l'équipe de Géorgie le 11 février 2012 à l’occasion d’un match contre l'équipe d'Espagne à Madrid.
Plus tard en 2012, il joue avec l'équipe de Géorgie des moins de 20 ans, disputant à cette occasion le Trophée mondial des moins de 20 ans 2012.
Il est un des rares arrières géorgiens à être professionnel, et il s'est rapidement imposé comme un cadre de sa sélection nationale grâce à sa puissance physique et ses qualités de défenseur,. Le 4 mars 2017, après un match contre l'Espagne, il devient le deuxième plus jeune joueur à atteindre la barre des 50 sélections avec son pays, derrière le gallois George North.
Entre 2013 et 2014, il fait un passage en rugby à sept, et dispute la Coupe du monde de rugby à sept 2013 avec sa sélection nationale. Il joue également les tournois de Lyon et Moscou en 2014, comptant pour le Seven's Grand Prix Series.
Il fait partie du groupe géorgien sélectionné pour participer à la Coupe du monde 2015 en Angleterre. Il dispute quatre matchs contre les Tonga, l'Argentine, la Nouvelle-Zélande et la Namibie.
En 2019, il est retenu dans l'effectif géorgien pour la Coupe du monde au Japon. Il dispute trois rencontres, contre l'Uruguay, les Fidji et l'Australie.
En juin 2023, il est présélectionné dans un groupe de trente-neuf joueurs pour préparer la Coupe du monde 2023. Durant la préparation, il joue trois rencontres en tant que titulaire. Le 28 août, il fait partie du groupe final des 33 joueurs sélectionnés, dont il est le capitaine, pour participer à la compétition en France. Pendant la compétition, il fête notamment son cinquantième capitanat lors du deuxième match de poule contre le Portugal à l'occasion de sa quatre-vingt-dix-huitième sélection. Pendant cette Coupe du monde, il dispute trois des quatre rencontres de son équipe et inscrit un essai.
En février 2024, dans le cadre de la première journée du Championnat international d'Europe, il honore sa centième cape internationale face à l'Allemagne et inscrit à cette occasion un essai lors de la victoire 28 à 17 des siens,.

## Statistiques en sélection nationale
- 104 sélections.
- 95 points (19 essais).
- 56 capitanats.
- Sélections par année : 8 en 2012, 11 en 2013, 9 en 2014, 12 en 2015, 7 en 2016, 10 en 2017, 3 en 2018, 6 en 2019, 5 en 2020, 9 en 2021, 10 en 2022, 9 en 2023, 5 en 2024.
- Participation à la Coupe du monde en 2015 (4 matchs), 2019 (3 matchs) et 2023 (3 matchs, 1 essai).

## Palmarès

### En club/franchise
- Vainqueur de la Rugby Europe Super Cup en 2021-2022, 2022 et 2023 avec les Black Lion.

### En équipe nationale
- Vainqueur du Championnat d'Europe en 2012-2014, 2014-2016, 2019, 2020, 2021, 2022, 2023 et 2024 avec la Géorgie.

### Distinctions personnelles
- Record du nombre de capitanats en équipe de Géorgie (56 fois)[20].